# Distrikt Manuel Antonio Mesones Muro
Der Distrikt Manuel Antonio Mesones Muro liegt in der Provinz Ferreñafe in der Region Lambayeque im Nordwesten von Peru. Benannt wurde der Distrikt nach Manuel Antonio Mesones Muro (1862–1930), einem Erforscher des nordöstlichen Perus. Der Distrikt wurde am 17. Februar 1951 gegründet. Er hat eine Fläche von 209 km². Beim Zensus 2017 wurden 3808 Einwohner gezählt. Im Jahr 2007 lag die Einwohnerzahl bei 4083. Sitz der Distriktverwaltung ist die 62 m hoch gelegene Kleinstadt Manuel Antonio Mesones Muro mit 1787 Einwohnern (Stand 2017). Manuel Antonio Mesones Muro liegt 5 km östlich der Provinzhauptstadt Ferreñafe am Fuße eines Ausläufers der peruanischen Westkordillere.
Der Distrikt Manuel Antonio Mesones Muro liegt im Südwesten der Provinz Ferreñafe. Er besitzt eine Längsausdehnung in West-Ost-Richtung von knapp 20 km sowie eine maximale Breite von 18 km. Er befindet sich am Rande der Küstenebene von Nordwest-Peru östlich der Provinzhauptstadt Ferreñafe und erstreckt sich zu etwa 80 Prozent über die wüstenhaften Ausläufer der Berge. Lediglich im Westen des Distrikts in der Küstenebene wird bewässerte Landwirtschaft betrieben.
Der Distrikt Manuel Antonio Mesones Muro grenzt im Norden an den Distrikt Pítipo, im Nordosten an den Distrikt Chongoyape, im Südosten an den Distrikt Pátapo, im Südwesten an die Distrikte Tumán und Picsi sowie im Westen an den
Distrikt Ferreñafe.